# Опицветско блато
Опицветско блато (също Езеро Блатото или Пущинака) е заблатено езеро, разположено югоизточно от село Опицвет и на 4 km източно от град Сливница, покрай река Блато, която води началото си от Опицветския извор (Опицвет). Площта му е 1,28 km². Използвано е за рибарници, които са наричани „Рибарници Петърч“. Езерото е силно заблатено, с продълговата форма, с дължина 3 km и максимална ширина от 1,3 km. Дъното му е много обрасло с нишковидни водорасли.
В езерото гнездят различни видове патици и малък корморан. Част е от „Карстов комплекс Драгоманско блато“, който е влажна зона. В списъка е на Рамсарската конвенция за влажните зони с международно значение от 11.02.2011 г.